# Bruno Segalotti
Bruno Segalotti, né le 8 juin 1963 à Rennes en Ille-et-Vilaine en France, est un écrivain français, auteur de roman policier.

## Biographie
Il fait des études de droit à l'université de Rennes I puis de 1987 à 1999 travaille au Crédit agricole avant de devenir secrétaire du Comité de Bretagne de cyclisme à Saint-Brieuc.
En 1999, il publie son premier roman, Filouteries en Côtes-d'Armor situé dans le milieu bancaire. En 2000, dans La Phalange de l'argoat, il crée le personnage de Ronan Lossouarn, ancien inspecteur du service régional de police judiciaire, auteur d'ouvrages historiques.

## Œuvre

### Romans

#### SérieRonan Lossouarn
- La Phalange de l'argoat, Éditions Alain Bargain, coll. « Enquêtes & suspense » (2000)  (ISBN 2-910373-78-9)
- Breizh connection, Éditions Alain Bargain, coll. « Enquêtes & suspense » (2001)  (ISBN 2-914532-03-2)

#### Autres romans
- Filouteries en Côtes-d'Armor, Éditions Alain Bargain, coll. « Enquêtes & suspense » (1999)  (ISBN 2-910373-60-6)
- Trégor, terres fatales, Astoure, coll. « Breizh noir » (2005)  (ISBN 2-84583-107-2)
- Vingt ans pour une vengeance, Astoure, coll. « Breizh noir » (2006)  (ISBN 978-2-84583-125-4)
- 22, terre d'arnaque, Astoure, coll. « Breizh noir » (2006)  (ISBN 978-2-84583-157-5)
- Le Mohican du bois Meur, Astoure, coll. « Breizh noir » (2007)  (ISBN 978-2-84583-184-1)
- Angelina Etcharry, journaliste, Astoure, coll. « Breizh noir » (2007)
- Vengeance tardive : fin de parcours à Boudeville suivi de Dernier tour, Astoure, coll. « Breizh noir » (2009)  (ISBN 978-2-84583-241-1)
- Trégor, terres fatales : eaux profondes : Tréguier-Lannion, Astoure, coll. « Breizh noir » (2010)  (ISBN 978-2-84583-266-4)
- Souviens-toi que tu vas mourir, Astoure, coll. « Breizh noir » (2011)  (ISBN 978-2-84583-288-6)
- Cette terre porte malheur, Astoure, coll. « Ouest & Compagnie » (2012)  (ISBN 978-2-36428-021-2)
- À l'encre noire, Astoure, coll. « Ouest & Compagnie » (2015)  (ISBN 978-2-36428-065-6)

## Sources
: document utilisé comme source pour la rédaction de cet article.
- Claude Mesplède (dir.), Dictionnaire des littératures policières, vol. 2 : J - Z, Nantes, Joseph K, coll. « Temps noir », 2007, 1086 p. (ISBN 978-2-910-68645-1, OCLC 315873361).